# Іпсіланті (Північна Дакота)
Іпсіланті (англ. Ypsilanti) — переписна місцевість (CDP) в США, в окрузі Статсмен штату Північна Дакота. Населення — 109 осіб (2020).

## Географія
Іпсіланті розташоване за координатами 46°47′0″ пн. ш. 98°33′40″ зх. д. / 46.78333° пн. ш. 98.56111° зх. д. (46.783359, -98.560988).  За даними Бюро перепису населення США в 2010 році переписна місцевість мала площу 1,42 км², уся площа — суходіл.

## Демографія
Згідно з переписом 2010 року, у переписній місцевості мешкали 104 особи в 45 домогосподарствах у складі 26 родин. Густота населення становила 73 особи/км².  Було 52 помешкання (37/км²).
Расовий склад населення:
| - 97,1 % — білих |

До двох чи більше рас належало 2,9 %. Частка іспаномовних становила 3,8 % від усіх жителів.
За віковим діапазоном населення розподілялося таким чином: 31,7 % — особи молодші 18 років, 49,1 % — особи у віці 18—64 років, 19,2 % — особи у віці 65 років та старші. Медіана віку мешканця становила 36,0 року. На 100 осіб жіночої статі у переписній місцевості припадало 103,9 чоловіків;  на 100 жінок у віці від 18 років та старших — 102,9 чоловіків також старших 18 років.
За межею бідності перебувало 8,8 % осіб, у тому числі 0,0 % дітей у віці до 18 років та 100,0 % осіб у віці 65 років та старших.
Цивільне працевлаштоване населення становило 49 осіб. Основні галузі зайнятості: освіта, охорона здоров'я та соціальна допомога — 44,9 %, будівництво — 30,6 %, оптова торгівля — 24,5 %.